# جيرالد دوكري
جيرالد دوكري (بالإنجليزية: Gerald Dockery)‏ هو لاعب كرة قدم أمريكية ولاعب كرة قدم كندية أمريكي، ولد في 17 أغسطس 1970 في هيوستن في الولايات المتحدة.

## وصلات خارجية
- جيرالد دوكري على موقع JustSportsStats.com (الإنجليزية)